# Münzschatz von Chyňava
Der Münzschatz von Chyňava war ein Depotfund von 323 böhmischen und anderen Münzen aus der Zeit zwischen 1471 und 1611. Er wurde 1968 im Zentrum des Dorfes Chyňava in der Tschechoslowakei aufgefunden.

## Beschreibung
Der Münzschatz wurde im Frühjahr 1968 bei Schachtarbeiten für einen Abwassergraben am Haus Nr. 190 an der Velká Strana in Chyňava entdeckt. Der einen Meter vom Haus in 40 cm Tiefe gemachte Fund umfasst insgesamt 323 Münzen, die in Leinen verpackt vergraben worden waren. Bei 253 der Münzen handelte es sich um böhmische Prägungen: Prager Groschen aus den Zeiten Vladislavs II., Ludwigs II. und Ferdinands I., Weiße Groschen aus der Zeit Maximilians II. sowie Weiße und Kleine Groschen aus der Zeit Rudolfs II. Außerdem beinhaltete der Schatz 23 österreichische Münzen, 21 Schweizer Münzen sowie 26 polnische, sächsische, pfälzisch-zweibrücknische bzw. elsässische Münzen. Die ältesten böhmischen Münzen waren vor 1480 geprägte Prager Groschen, die jüngsten 1605 in Kuttenberg geprägte Weiße und Kleine Groschen. Die insgesamt jüngste Münze war ein Dreikreuzer des Herzogs Johann II. von Pfalz-Zweibrücken ohne Jahreszahl, dessen Prägung vor 1611 erfolgt sein muss. Der Münzschatz wurde dem Bezirksmuseum Beroun (Eingangsnummer 21/73) übergeben.

## Geschichte
Es gilt als sicher, dass die Münzen von ihrem Besitzer während eines Kriegsereignisses in der Gegend von Chyňava nach 1605 in der Erde deponiert worden sind. Als Besitzer des Grundstückes war zu dieser Zeit im Karlsteiner Grundbuch von 1608 die Chyňavaer Erbrichterfamilie Kulyš eingetragen. Bei der Anlegung des Grundbuches war Martin Kulyš, der den Grundbesitz, das Erbgericht und die Schänke von seinem Vater Johann Wenzel geerbt hatte, eingetragen. Im Jahre 1611 wurde der Besitz nach Martin Kulyš Tod auf Wenzel Kulyš überschrieben.
Da der Fund keine Münzen aus der unmittelbaren Zeit vor dem Dreißigjährigen Krieg enthält, wird es als am wahrscheinlichsten angesehen, dass die Deponierung während des Jülich-Klevischen Erbfolgestreits im Jahre 1611 erfolgte. Im Januar 1611 war das Passauische Kriegsvolk, ein Söldnerheer des Fürstbischofs Leopold von Passau unter dem Kommando des Generalobristen Laurentius Ramée in Südböhmen eingefallen. Am 11. Februar 1611 besetzte ein Teil des Passauischen Kriegsvolkes die Stadt Beroun, der nach Prag gezogene Hauptteil des Söldnerheeres wurde am selben Tage nach der Verwüstung der Kleinseite durch die Truppen des Königs Matthias vertrieben. Beroun blieb einen knappen Monat in den Händen der Passauischen Söldner. Der schlechte Ruf des Passauischen Kriegsvolkes, das mordend und plündernd über Krumau, Budweis und Tabor ins böhmische Landesinnere einfiel, eilte diesem weit voraus. Wahrscheinlich vergrub der Erbrichter Kulyš deshalb Anfang 1611 sein Geld. Weshalb der Besitzer die Münzen in ihrem Versteck beließ, ist nicht bekannt. Möglicherweise galt ihm später nach dem Ausbruch des Dreißigjährigen Krieges das Versteck als sicher.